# Tarragona (provins)
Tarragona er en provins i Spanien, beliggende i  den sydlige del af den autonome region Catalonien. Den grænser til provinserne Castellón, Teruel, Zaragoza, Lleida og Barcelona, og til Middelhavet. Af befolkningen på 888.895 indbyggere (2008) bor omkring 20 % i hovedstaden, Tarragona. Provinsen består af 183 «municipis» (kommuner) fordelt på 10 «comarques» (nærmest amter).

## Comarques
- Alt Camp
- Baix Camp
- Baix Ebre
- Baix Penedès
- Conca de Barberà
- Ribera d'Ebre
- Montsià
- Priorat
- Tarragonès
- Terra Alta

## Vigtigste byer
- Tarragona (117.184 indb.)
- Reus (91.616 indb.)
- Valls (23.291 indb.)
- El Vendrell (24.997 indb.)
- Tortosa (30.431 indb.)
- Amposta (17.372 indb.)